# Asterothamnus heteropappoides
Asterothamnus heteropappoides là một loài thực vật có hoa trong họ Cúc. Loài này được Novopokr. mô tả khoa học đầu tiên năm 1950.